# Leonti Mroweli
Leonti Mroweli (georgisch ლეონტი მროველი) war ein georgischer Chronist aus dem 11. Jahrhundert. Mroveli ist kein Nachname, sondern ein Adjektiv für die Diözese Ruissi, deren Bischof er wahrscheinlich war. Daher ist eine weitere moderne deutsche Transliteration seines Namens Leonti(us) von Ruissi.
Außer in den späteren Anmerkungen der Handschriften von „Kartlis Zchowreba“ (georgisch ქართლის ცხოვრება, Georgische Chroniken), wird ein Erzbischof von Ruisi mit dem Namen Leonti nur dreimal erwähnt: einmal in einem Manuskript aus dem 11. Jahrhundert aus dem Berg Athos; einmal in der georgischen Übersetzung von „Euthymius des Georgiers Leben“ und einmal in einer georgischen Inschrift aus dem Dorf Trechwi, aus 1066. Die Annahmen, dass Leonti Mroweli im 8. oder frühen Jahrhunderten lebte, sind heute abgelehnt.